# Glenochrysa marmorata
Glenochrysa marmorata är en insektsart som först beskrevs av James George Needham 1909.  Glenochrysa marmorata ingår i släktet Glenochrysa och familjen guldögonsländor. Inga underarter finns listade i Catalogue of Life.